# موسى شنايدر
موسى شنايدر (بالألمانية: Moses Schneider)‏ هو منتج أسطوانات وملحن ومهندس ألماني، ولد في 1966 في برلين في ألمانيا.

## روابط خارجية
- موسى شنايدر على موقع IMDb (الإنجليزية)
- موسى شنايدر على موقع ميوزك برينز (الإنجليزية)
- موسى شنايدر على موقع أول ميوزيك (الإنجليزية)
- موسى شنايدر على موقع ديسكوغز (الإنجليزية)